# 龙潭水库 (永兴)
龙潭水库位于湖南省郴州市永兴县，是一座以为主的中型水库，库容约5710万立方米，设计灌溉面积约800公顷。